# 마타라구

마타라 구

마타라구(싱할라어: මාතර දිස්ත්‍රික්කය, 타밀어: மாத்தறை மாவட்டம்)는 스리랑카를 구성하는 25개 구 가운데 하나로 행정 중심지는 마타라이며 면적은 1,282.5km2, 인구는 809,344명(2012년 기준)이다. 행정 구역상으로는 남부 주에 속한다.